# HelloJets
Hello Jets, S.R.L. je rumunská letecká společnost sídlící v Bukurešti, která vznikla 18. února 2021.
HelloJets se specializuje na pronájmy svých letadel leteckým společnostem nebo poskytuje svá letadla i s posádkami cestovním kancelářím. Největším zákazníkem HelloJets je aktuálně česká cestovní kancelář BlueStyle, která si letadla pronajímá pro charterové lety z Česka.

Boeing 737-800 společnosti HelloJets, CK BlueStyle livery.

Zatím největší růst společnost zaznamenala právě po navázání spolupráce s CK BlueStyle. Samotná aerolinka ale také provozuje lety mezi Prahou a Burgasem/Varnou.

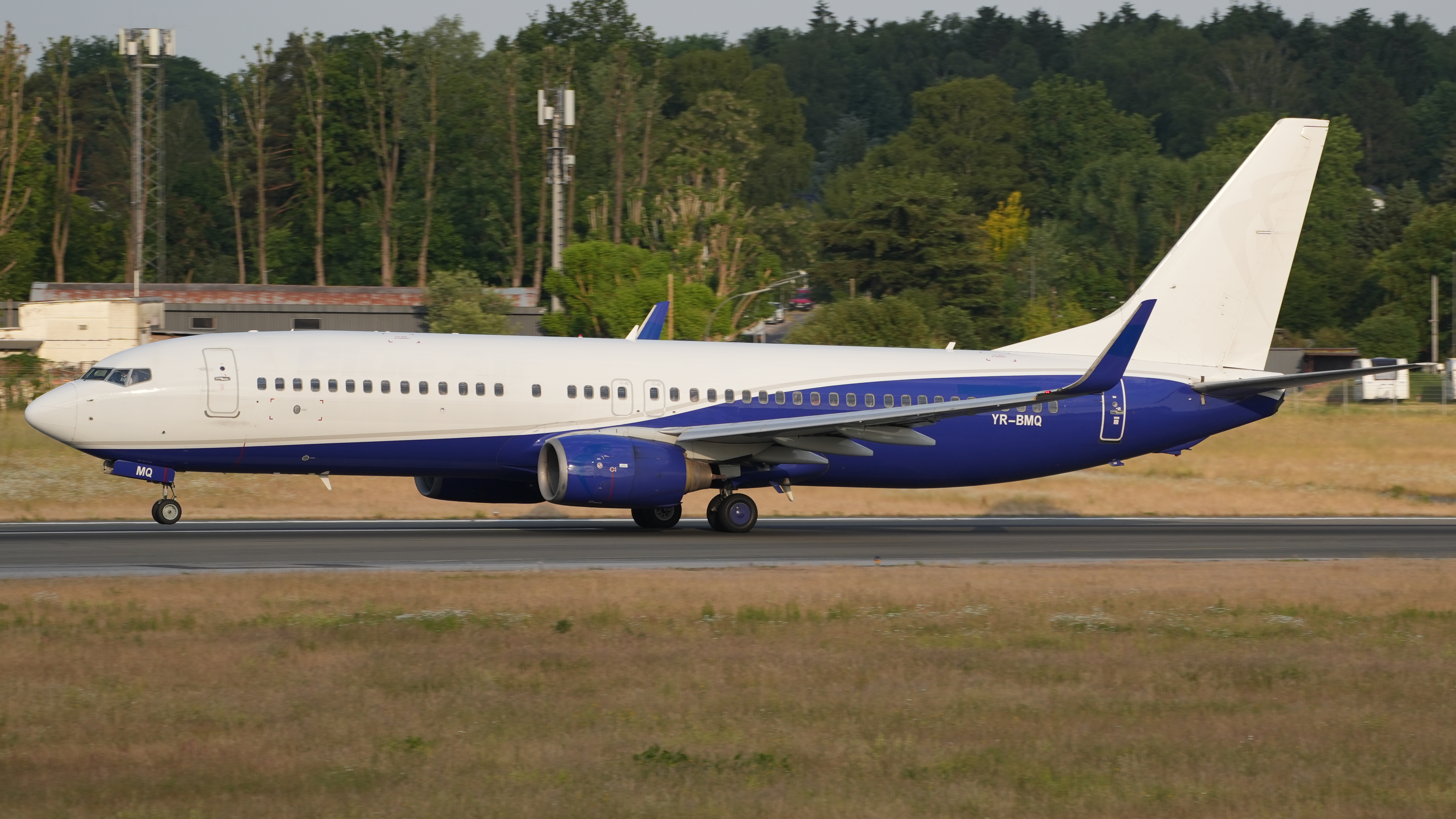
Boeing 737-800 společnosti HelloJets v roce 2023, před rebrandingem.

HelloJets má platný mezinárodní bezpečnostní audit IATA Operational Safety Audit (IOSA). Společnost má také platnou certifikaci ATO pro letadla Boeing 737 a Airbus A320.

## Flotila

### Současná
K srpnu 2025 se flotila HelloJets skládá z 8 letadel s průměrným věkem 19,3 let.
| Letadlo         | Počet | Objednávky | Kapacita | Poznámky                                         |
| --------------- | ----- | ---------- | -------- | ------------------------------------------------ |
| Airbus A320-200 | 3     | —          | 180      |                                                  |
| Boeing 737-700  | 1     | —          | 148      | Letoun pronajatý letecké společnosti Aeroitalia. |
| Boeing 737-800  | 4     | —          | 189      | 3 pronajaté letouny CK BlueStyle.                |
| Celkem          | 8     | —          |          |                                                  |

### Historická
| Letadlo        | Počet | Kapacita | Poznámky                        |
| -------------- | ----- | -------- | ------------------------------- |
| Boeing 737-500 | 1     | 126      |                                 |
| Boeing 737-800 | 1     | 189      | Letoun se vrátil pronajímateli. |
| Celkem         | 2     |          |                                 |